# Рандолф (окръг, Западна Вирджиния)
Окръг Рандолф (на английски: Randolph County) е окръг в щата Западна Вирджиния, Съединени американски щати. Площта му е 2694 km², а населението – 29 384 души (2012). Административен център е град Елкинс.